# Tom Forsyth
Tom Forsyth (Glasgow, 23 de janeiro de 1949 – 14 de agosto de 2020) foi um futebolista britânico.

## Carreira
Forsyth atuou por dez anos no Rangers, com o qual conquistou três campeonatos escoceses, quatro copas nacionais, e duas taças da liga.
Competiu na Copa do Mundo FIFA de 1978, sediada na Argentina, na qual a seleção de seu país terminou na 11º colocação dentre os 16 participantes.

## Morte
Morreu no dia 14 de agosto de 2020, aos 71 anos.